# Guantánamo
Guantânamo (em espanhol, Guantánamo) é uma cidade do sudeste de Cuba, capital da província de Guantánamo. Sua população é de cerca de 208 145 habitantes (censo 2002), a grande maioria vivendo da cultura do açúcar e do algodão.

## Cultura
- Museu municipal Fuerte Matachin;
- Museu municipal 11 de Abril;
- Museu municipal 19 de Dezembro;
- Museu Provincial Guantánamo.

## Música
José Martí tornou Guantánamo mundialmente conhecida nos versos da canção Guantanamera ("Guantanameira", mulher nativa da cidade), extraídos do seu poema Cultivo La Rosa Blanca.
Em 2006, a banda Engenheiros do Hawaii lançou a demo (demonstração) do seu novo CD contendo a música intitulada Guantánamo. Música esta que foi lançada como a terceira faixa do disco Novos Horizontes em agosto de 2007.
Caetano Veloso também fez uma música chamada "Base de Guantánamo".